# Kentico CMS
Kentico Xperience je systém pro správu obsahu (anglická zkratka CMS) pro vytváření a správu webových stránek, on-line obchodů, intranetů a komunitních stránek využívajících technologií Web 2.0. Je využíváno více než 7000 webovými portály v 84 zemích světa. Systém využívá platformy ASP.NET a Microsoft SQL serveru. Navíc umožňuje vývoj pomocí portálového enginu nebo také přímo v prostředí Visual Studio. Produkt je kompatibilní s Microsoft Windows Azure.

## Historie
Systém pro správu obsahu je vyvíjen společností Kentico Software založené v roce 2004 Petrem Palasem a sídlící v Brně. V roce 2008 Kentico Software otevřelo pobočku v USA a v roce 2010 také pobočku ve Velké Británii a druhou pobočku v USA.
V roce 2010 byla společnost vyhlášena nejrychleji rostoucí českou firmou v žebříčku FAST 50 sestavovaném společností Deloitte a to díky jejímu 1781% růstu v průběhu posledních pěti let.[nedostupný zdroj]

## Moduly
Funkcionalita systému Kentico pokrývá pět oblastí: Systém pro správu obsahu, E-komerce, Social Networking, Intranet a Online Marketing. Současně obsahuje 40 modulů a více než 250 web parts.

## Vlastnosti
- Systém pro správu obsahu včetně podpory workflow, automatické tvorby verzí dokumentu a přístupových práv
- K dispozici kompletní zdrojový kód[13]
- Podpora Ajaxu
- Otevřené API
- Podpora mobilních verzí internetových stránek[14]
- Integrace s Microsoft Sharepoint[15]
- Příslušnost uživatelů do uživatelských skupin a chráněné části webu
- Podpora vícejazyčných verzí webu včetně, UNICODE a jazyků psaných zprava doleva (Arabština, Hebrejština apod.)
- Flexibilní design a navigace (drop-down menu, tree menu, UL list menu, tabs)[16]
- Přívětivé uživatelské rozhraní
- Integrace standardních ASP.NET kontrolů a podpora vlastních kontrolů
- Podpora Visual Studio .NET a ASP.NET verze 2.0 a 3.5[17]
- WYSIWYG editor
- Optimalizace pro vyhledávače (SEO)
- Webové standardy: XHTML, tabulkový nebo CSS layout, WAI
- Předpřipravené šablony webů (Korporátní stránky, On-line obchod, Personální stánky)